# Everything Counts Live
Everything Counts Live – singel zespołu Depeche Mode promujący album 101. Nagrań live dokonano podczas 101. koncertu trasy Music for the Masses Tour w Pasadenie (USA) na Rose Bowl (18 czerwca 1988).

## Wydany w krajach
- Australia (7")
- Belgia (7", 12", CD)
- Brazylia (CD)
- Francja (7", 12", CD)
- Hiszpania (7", 12")
- Kanada (7", 12")
- Meksyk (7")
- Niemcy (7", 12", CD, 3" CD)
- Szwecja (7", 12")
- Unia Europejska (CD)
- USA (7", 12", MC, CD)
- Wielka Brytania (7", 10", 12", MC, CD, 3" CD)
- Włochy (7", 12")

## WydaniaMute
- BONG 16 wydany 13 lutego 1989
  1. Everything Counts live – 6:39
  2. Nothing live – 4:42

- BONG 16R wydany 13 lutego 1989
  1. Everything Counts live (Radio Edit) – 4:50
  2. Everything Counts live (Full Version) – 6:39

- 10 BONG 16 wydany 13 lutego 1989
  1. Everything Counts (Absolut Mix) – 6:04
  2. Everything Counts (1983 12" Mix) – 7:20
  3. Nothing (US 7" Mix) – 3:58
  4. Everything Counts (Reprise) – 0:54

- 12 BONG 16 wydany 13 lutego 1989
  1. Everything Counts live – 5:47
  2. Nothing live – 4:42
  3. Sacred live – 5:14
  4. A Question of Lust live – 4:14

- L12 BONG 16 wydany 13 lutego 1989
  1. Everything Counts (Remixed by Tim Simenon and Mark Saunders) – 5:32
  2. Nothing (Remixed by Justin Strauss) – 7:03
  3. Strangelove (Remixed by Tim Simenon and Mark Saunders) – 6:32

- P12 BONG 16 wydany 13 lutego 1989
  1. Everything Counts (Remixed by Tim Simenon and Mark Saunders) – 5:32
  2. Everything Counts (Absolut Mix) – 6:04

- C BONG 16 wydany 13 lutego 1989
  1. Everything Counts live
  2. Nothing live
  3. Sacred live
  4. A Question of Lust live

- CD BONG 16 wydany 13 lutego 1989 (3" CD)
  1. Everything Counts live – 5:47
  2. Nothing live – 4:42
  3. Sacred live – 5:14
  4. A Question of Lust live – 4:14

- LCD BONG 16 wydany 13 lutego 1989 (3" CD)
  1. Everything Counts (Remixed by Tim Simenon and Mark Saunders) – 5:32
  2. Nothing (Remixed by Justin Strauss) – 7:03
  3. Strangelove (Remixed by Tim Simenon and Mark Saunders) – 6:32

- CD BONG 16 wydany 1992 (reedycja)
  1. Everything Counts live – 5:47
  2. Nothing live – 4:42
  3. Sacred live – 5:14
  4. A Question of Lust live – 4:14
  5. Everything Counts (Tim Simenon/Mark Saunders ReMix) – 5:32
  6. Strangelove (Tim Simenon/Mark Saunders ReMix) – 6:32
  7. Everything Counts (Absolut Mix) – 6:04

- CD BONG 16X
  1. Everything Counts live – 5:45
  2. Nothing live – 4:35
  3. Sacred live – 5:12
  4. A Question of Lust live – 4:12
  5. Everything Counts (Bomb The Bass Mix) – 5:32
  6. Nothing (Zip Hop Mix) – 7:06
  7. Strangelove (Highjack Mix) – 6:33
  8. Everything Counts (Absolut Mix) – 6:00
  9. Everything Counts (In Larger Amounts) – 7:31
  10. Nothing (Remix Edit) – 3:57
  11. Everything Counts (Reprise) – 0:59

## WydaniaSire/Reprise
- 7-22993-A wydany 25 marca 1989
  1. Everything Counts live – 4:50
  2. Nothing live – 4:39

- 22993-7 wydany 13 lutego 1989
  1. Everything Counts live – 4:50
  2. Everything Counts live – 4:50

- 21183-0 wydany 21 marca 1989
  1. Everything Counts (Tim Simenon/Mark Saunders ReMix) – 5:25
  2. Everything Counts live – 5:45
  3. Nothing live – 4:42
  4. Everything Counts (Alan Moulder Absolut Mix) – 6:00
  5. Sacred live – 5:13
  6. A Question of Lust live – 4:13

- 22993-4 wydany 25 marca 1989
  1. Everything Counts live – 4:50
  2. Nothing live – 4:39

- PRO-CD-3485 wydany 12 lutego 1989
  1. Everything Counts live – 4:50
  2. Everything Counts (Alan Moulder Absolut Mix) – 6:00
  3. Everything Counts (Tim Simenon/Mark Saunders ReMix) – 5:25

- 40331-2 wydany 9 czerwca 1992
  1. Everything Counts live – 5:47
  2. Nothing live – 4:42
  3. Sacred live – 5:14
  4. A Question of Lust live – 4:14
  5. Everything Counts (Tim Simenon/Mark Saunders ReMix) – 5:32
  6. Strangelove (Tim Simenon/Mark Saunders ReMix) – 6:32
  7. Everything Counts (Alan Moulder Absolut Mix) – 6:04

## Skład zespołu
- Dave Gahan - wokale główne
- Martin Gore - syntezator, wokale drugoplanowe, melodyka
- Alan Wilder - syntezator, chórki
- Andrew Fletcher - syntezator, chórki